# إليشا هانتينغتون
إليشا هانتينغتون هو طبيب وسياسي أمريكي، ولد في 9 أبريل 1796 في Topsfield, Massachusetts ‏ في الولايات المتحدة، وتوفي في 13 ديسمبر 1865 في لوويل في الولايات المتحدة. نشط حزبياً في حزب اليمين. وقد انتخب نائب حاكم ماساتشوستس ‏ (14 يناير 1853 – 12 يناير 1854).